# Thảm họa mỏ ngọc thạch Hpakant 2020
Ít nhất 172 người đã thiệt mạng trong vụ lở đất tại một khu mỏ khai thác ngọc thạch ở Hpakant, thuộc bang Kachin, Myanmar vào ngày 2 tháng 7 năm 2020. Ngành công nghiệp ngọc thạch của Myanmar vẫn thường nổi tiếng với các vụ tử vong và tai nạn, và vụ thảm họa năm 2020 là thảm họa nghiêm trọng nhất cho đến nay.

## Bối cảnh

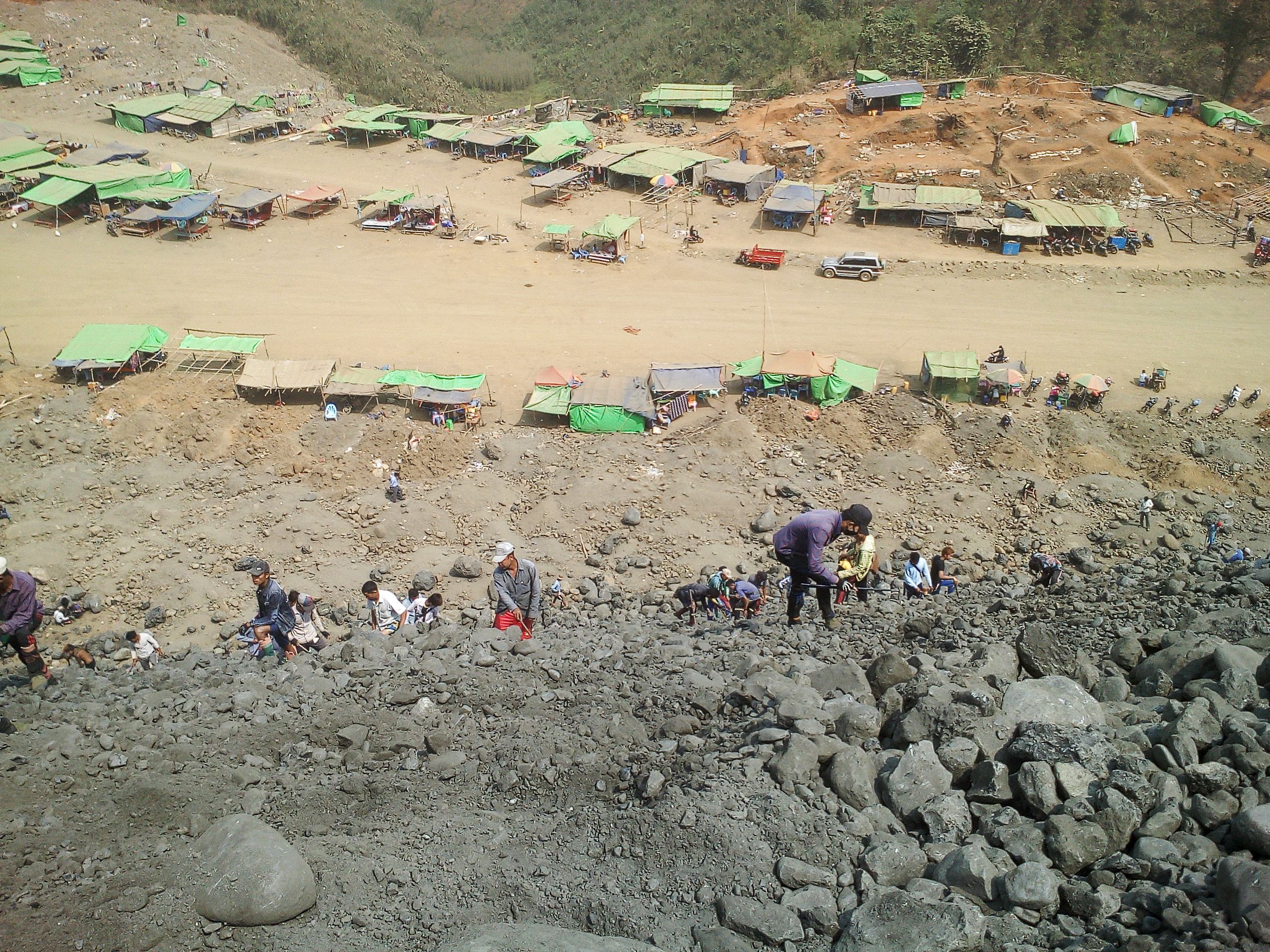
Mỏ ngọc thạch ở bang Kachin nhìn từ dốc đá

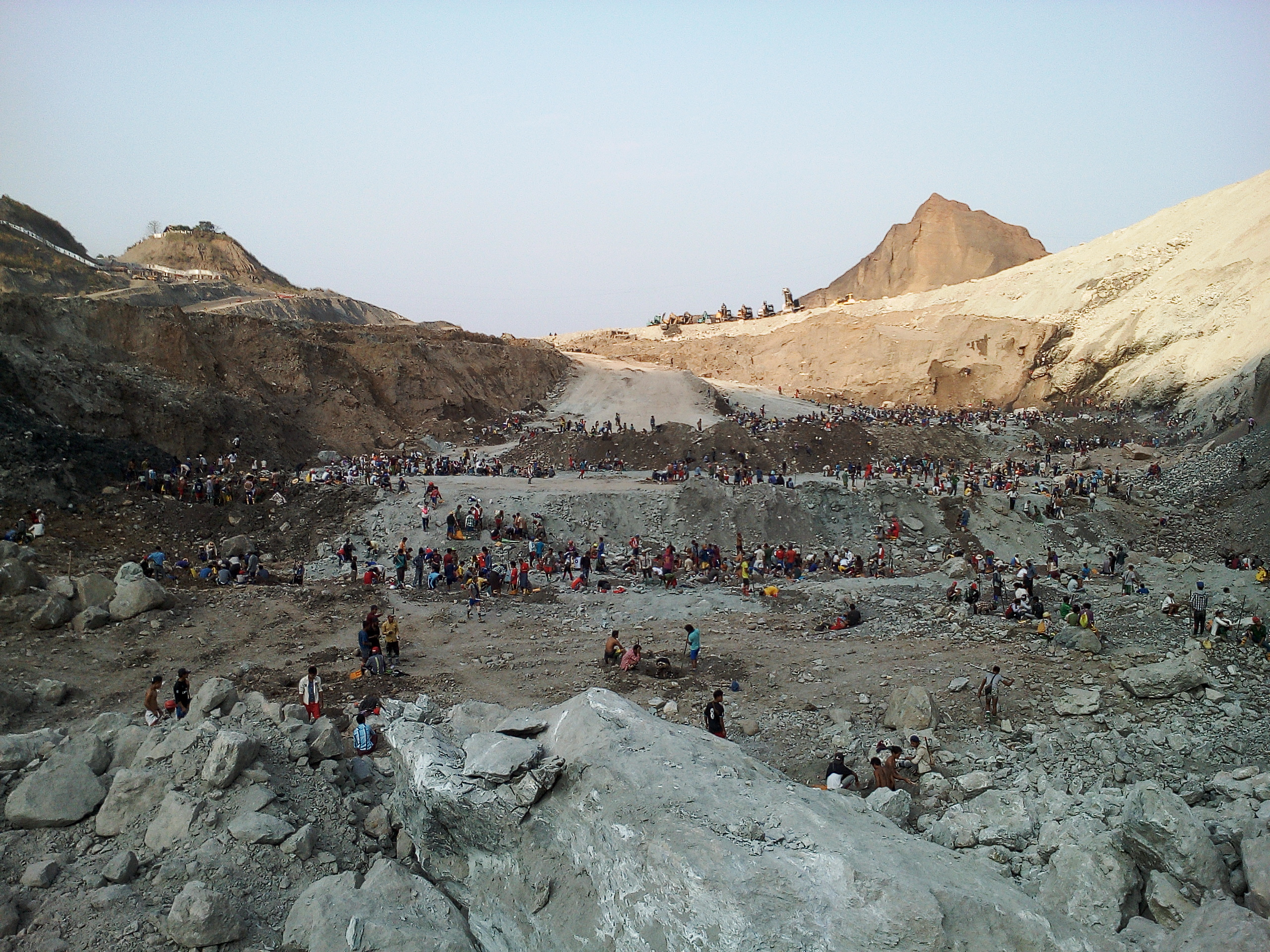
Một mỏ khai thác ngọc tại bang Kachin

Myanmar là nhà cung cấp ngọc thạch lớn nhất với lợi nhuận thu về 30 tỷ USD mỗi năm. Mặc dù vậy, nhiều vụ tai nạn thường xảy ra tại các địa điểm khai thác. Mỏ ngọc thạch lớn nhất thế giới ở Hpakant, bang Kachin là nơi chứng kiến một vụ lở đất cướp đi sinh mạng của ít nhất 116 người năm 2015. Năm 2019, năm mươi công nhân khác cũng bị chôn vùi trong một vụ sập hầm mỏ, dẫn đến cái chết của bốn người trong số họ và hai nhân viên cứu hộ.
Nhiều thợ mỏ đã thiệt mạng trong các vụ tai nạn nhỏ tại các khu khai thác ngọc thạch trong những năm gần đây, cùng với những kẻ "săn ngọc" thu nhặt các đuôi quặng từ các xí nghiệp khai thác mỏ nằm ở vị trí nguy hiểm. Những người khai thác tự do này sống trong các khu nhà xiêu vẹo dưới chân những gò đồi nhỏ được đào bằng máy móc hạng nặng. Những người khai thác tự do thường là người di cư từ các khu vực khác của Myanmar và không có giấy tờ, dẫn đến nhiều trường hợp mất tích mà không tìm ra nhân thân. Việc khai thác được thực hiện tại địa điểm bởi hàng trăm người đào bới xuyên qua bãi rác tạo thành do các xe chở rác đổ lại. Rác thải tạo thành một sườn dốc lớn, không có cây cối nên rất dễ bị sụp đổ.
Mặc dù Nội các của Htin Kyaw, do Htin Kyaw và Aung San Suu Kyi đứng đầu, hứa sẽ cải tổ ngành công nghiệp ngọc thạch và giảm thiểu tai nạn khi lên nắm quyền vào năm 2016, nhưng có rất ít động thái được xúc tiến trên thực tế.
Vào ngày 1 tháng 7, nhà chức trách đã đưa ra cảnh báo cấm khai thác ngọc thạch tại khu vực do lượng mưa lớn. Tuy nhiên, nhiều thợ mỏ đã coi thường cảnh báo này và phải nhận hậu quả đáng tiếc.

## Vụ việc
Những người khai thác ngọc thạch tại địa điểm này hầu hết là những người nhặt rác tự do. Họ đang lùng sục trong đống rác thải của một công ty khai thác mỏ.
Vào lúc 06 giờ 30 phút, giờ địa phương, mưa lớn làm một đống chất thải sạt lở và rơi xuống hồ, tạo ra một làn sóng bùn cùng với nước chôn vùi những người làm việc tại địa điểm này. Có một video quay lại sự việc này, cũng như nỗ lực trốn thoát trong vô vọng của những người khai thác mỏ.
Một người sống sót cho biết ông nhìn thấy một đống rác thải cao chót vót sắp sụp đổ khi mọi người hét lên "chạy, chạy". Theo Khaing: "Trong vòng một phút, tất cả những người ở dưới cùng [của ngọn đồi] đã biến mất. Tôi cảm thấy trống rỗng trong lòng... Có những người mắc kẹt trong bùn, gào thét kêu cứu nhưng không ai có thể giúp họ".

## Hậu quả
Tính đến ngày 2 tháng 7 năm 2020, 162 thi thể đã được tìm thấy tại khu mỏ này và 54 người khác bị thương.  Người ta lo sợ rằng vẫn còn nhiều thợ mỏ, có thể lên đến 200 người, vẫn còn bị mắc kẹt trong đống đổ nát. Những nỗ lực cứu hộ bị cản trở do mưa lớn. Hình ảnh từ hiện trường cho thấy thi thể những người xấu số được đặt trên một ngọn đồi. Số người chết dự kiến sẽ tăng lên, vì các thi thể khác vẫn còn nằm sâu trong các lớp bùn.
Mặc dù ngành công nghiệp ngọc thạch Myanmar vẫn thường được biết đến với nhiều vụ tử vong và tai nạn nhỏ, nhưng thảm họa năm 2020 là tai nạn nghiêm trọng nhất từ trước đến nay.